# دوري كرة القدم النرويجي الدرجة الأولى للسيدات 2015
دوري كرة القدم النرويجي الدرجة الأولى للسيدات 2015 (بالنرويجية: 1. divisjon fotball for kvinner 2015)‏ هو موسم من دوري كرة القدم النرويجي الدرجة الأولى للسيدات ‏. فاز فيه IF Urædd ‏.